# Eupithecia mahomedana
Eupithecia mahomedana är en fjärilsart som beskrevs av Brandt 1938. Eupithecia mahomedana ingår i släktet Eupithecia och familjen mätare. Inga underarter finns listade i Catalogue of Life.